# Albert Sébille
Albert Sébille né le 26 juillet 1874 à Marseille et mort le 8 juin 1953 à Paris est un peintre et affichiste français.

## Biographie

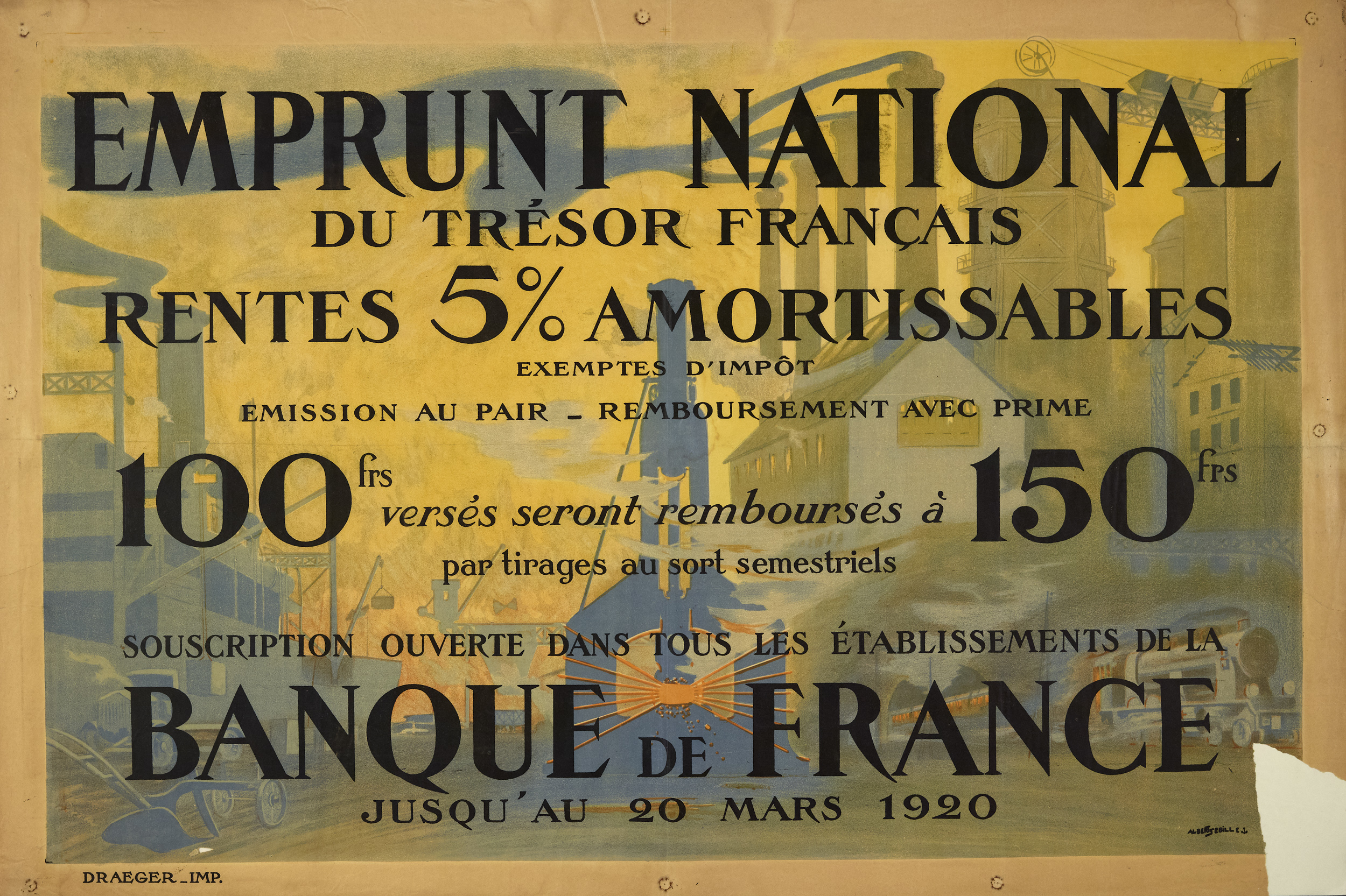
Affiche d'Albert Sébille, 1920

Albert Sébille est le fils d'Ernest Léopold Sébille, architecte, et Eugénie Marie Richard.
Il est élève de Jean Léon Gérôme à l'École des beaux-arts de Paris.
Il est nommé peintre officiel de la Marine en 1906.
Il épouse Jeanne Joséphine Leroux ; le sculpteur Paul-Gabriel Capellaro est un des témoins majeurs de l'union célébrée en 1905. 
Il meurt à Paris le 8 juin 1953. 

## Distinctions
- Chevalier de la Légion d'honneur en 1926[3].
- Officier de la Légion d'honneur en 1950.
- Officier d'académie.
- Croix de guerre 1914-1918.